# Клімат Уругваю

Карта класифікації клімату Кеппен — Гейгера для Уругваю

Клімат Уругваю вологий субтропічний  (за Кеппеном Cfa або Cwa), лише в деяких місцях Атлантичного узбережжя та на вершині найвищих пагорбів Кучілла-Гранде клімат океанічний (Cfb). Сезонні коливання температури повітря виражені, але перепади рідкісні. Влітку переважають тропічні повітряні маси з антициклонічною погодою, взимку — помірні з циклонічною. Відсутність гір, які виконують роль погодних бар'єрів, робить усі місця вразливими до сильного вітру та швидких змін погоди, коли фронти чи шторми проносяться по країні.

## Загальний опис
Зими тут короткі і м'які, вкрай рідкісні морози. Середня температура самого холодного зимового місяця, липня, становить близько +10°С. Літо тепле, середні січневі температури коливаються в межах +22-27°С. Іноді в жаркі і вологі дні температура піднімається вище +38°С, однак спека легше переноситься завдяки прохолодній денного бризу. Весна та осінь м'які, але погода часто нестійка. Дощі випадають більш-менш рівномірно протягом усього року, а їх загальна кількість збільшується з півдня на північ від 970 мм в районі естуарія Ла-Плата до 1270 мм на крайній півночі. Максимум дощів припадає на осінь, проте в сезон випадає не менше 125—150 мм опадів.
Північно-західний Уругвай знаходиться далі від великих водойм, і тому в нього тепліше літо, а також м'якіші та посушливіші зими, ніж решта країни.
Сильні вітри є неприємною характеристикою погоди, особливо взимку та навесні, а зміна вітру тут раптова та помітна. Зимовий теплий період може бути раптово перерваний сильним памперо, холодний і та зрідка сильний вітер, що дме на північ від аргентинських памп. Однак літні вітри поза океаном мають благотворний ефект, що гартує теплі денні температури.

## Пори року

### Зима
Зима в Уругваї досить м'яка, але може бути вітряною і нестійкою, особливо на півдні.
Взимку снігопади бувають дуже рідко, хоча хвилі холодного повітря, спричинені вітром під назвою Памперо, можуть траплятися по всій країні з травня по вересень з можливими невеликими заморозками вночі.
У червні в Уругваї настає зима. Температура повітря сягає +15°С, а вночі може опуститися до +11°С. Пориви вітру моужть досягати 14 м/с, а вологість повітря — 84 %. Атмосферний тиск піднімається вище 763 мм рт. ст. У липні середньодобова температура повітря суттєво не змінюється, +12°С…+16°С.Вологість повітря варіюється в межах 74-93 %. У серпні денна температура повітря підвищується до +17°С, а вночі стовпчик термометра сягає +10°С. Температура води в лагунах в середньому становить +11°С … +13°С. Вологість повітря з в межах 73 %.

### Весна
У вересні температура повітря починає підніматися. Вдень спостерігається +17°С…+19°С, а вночі — +10°С…+14°С. Сонячних днів немає, весь місяць небо затягнуте хмарами. 16-20 днів йде дощ. Вологість повітря становить 74-83 %. У жовтні днем температура повітря коливається в межах + 17°С…+20°С, в нічний час стовпчик термометра показує + 14°С…+16°С. Іноді дощі йдуть по 5 днів поспіль, рівень вологості становить 86-97 %. У листопаді кількість опадів різко знижується, дощі спостерігаються лише 3-4 дні на місяць. Більшість днів безхмарні. Вологість повітря опускається до 70 %. Денна температура повітря досягає +24°С, а нічна встановлюється на рівні +17°С. Температура води становить +17°С…+18°С.

### Літо
Літо спекотне і сонячне, хоча грози можуть прорватися і вдень, швидше за все на півночі. Можливі спекотні хвилі з піками 38-40 °C з грудня по березень в центрі та на півдні, а також у листопаді на крайній півночі.
У грудні буває 2-3 дощові дні. Вологість повітря в середньому дорівнює 60 %. Вдень повітря прогрівається до +25°С…+33°С, а вночі температура повітря спостерігається на рівні +18°С…+21°С. У січні в світлий час доби стовпчик термометра піднімається до позначки +28°С, в нічний час показники температури +17° С. В місяці спостерігається до 10 дощових днів. У лютому середньодобова температура становить +17°С…+28°С.

### Осінь
У березні середньодобова температура повітря коливається в діапазоні +16°С…+26°С. В місяці реєструється 7 днів з дощами і 3 дні з грозами. Вологість повітря 44-56 %. У квітні денна температура повітря знижується до +22°С, вночі стовпчик термометра показує +16°С. Кількість опадів знижується, проте днів з дощами залишається так само 7-9. У травні 2-3 ясних дня, в інші небо затягнуте хмарами. 5-7 днів в місяць состерігаються дощі з грозами. Вологість повітря досягає 92 %. Температура повітря в денний час коливається в межах +17°С…+22°С, а вночі термометр показує +13°С…+18°С.

## Кліматограма
| Клімат Монтевідео                                   | Клімат Монтевідео | Клімат Монтевідео | Клімат Монтевідео | Клімат Монтевідео | Клімат Монтевідео | Клімат Монтевідео | Клімат Монтевідео | Клімат Монтевідео | Клімат Монтевідео | Клімат Монтевідео | Клімат Монтевідео | Клімат Монтевідео | Клімат Монтевідео |
| Показник                                            | Січ.              | Лют.              | Бер.              | Квіт.             | Трав.             | Черв.             | Лип.              | Серп.             | Вер.              | Жовт.             | Лист.             | Груд.             | Рік               |
| Абсолютний максимум, °C                             | 42,8              | 40,3              | 38,4              | 36,7              | 32,0              | 27,4              | 29,8              | 30,8              | 32,0              | 35,8              | 38,2              | 40,8              | 42,8              |
| Середній максимум, °C                               | 28,4              | 27,5              | 25,5              | 22,0              | 18,6              | 15,1              | 15,0              | 16,2              | 18,0              | 20,5              | 23,7              | 26,5              | 21,4              |
| Середня температура, °C                             | 23,0              | 22,5              | 20,6              | 17,2              | 14,0              | 11,1              | 10,9              | 11,7              | 13,4              | 16,0              | 18,6              | 21,3              | 16,7              |
| Середній мінімум, °C                                | 18,0              | 17,9              | 16,2              | 12,9              | 10,2              | 7,7               | 7,2               | 7,8               | 9,1               | 11,5              | 14,2              | 16,3              | 12,4              |
| Абсолютний мінімум, °C                              | 6,0               | 6,8               | 3,8               | 1,3               | −2                | −5,6              | −5                | −3,8              | −2,4              | −1,5              | 2,5               | 5,0               | −5,6              |
| Норма опадів, мм                                    | 86.8              | 101.5             | 104.6             | 85.5              | 89.0              | 83.1              | 86.4              | 88.2              | 93.9              | 108.5             | 89.3              | 84.4              | 1101.2            |
| Вологість повітря, %                                | 68                | 69                | 73                | 75                | 78                | 82                | 80                | 77                | 74                | 71                | 71                | 67                | 74                |
| --------------------------------------------------- | ----------------- | ----------------- | ----------------- | ----------------- | ----------------- | ----------------- | ----------------- | ----------------- | ----------------- | ----------------- | ----------------- | ----------------- | ----------------- |
| Джерело: RECORDS METEOROLOGICOS EN EL URUGUAYInUMet |                   |                   |                   |                   |                   |                   |                   |                   |                   |                   |                   |                   |                   |